# داکا-۲۰
داکا-۲۰ (به لاتین: Dhaka-20) یک منطقهٔ مسکونی در بنگلادش است که در ناحیه داکا واقع شده‌است.